# Elleanthus lentii
Elleanthus lentii là một loài thực vật có hoa trong họ Lan. Loài này được Barringer mô tả khoa học đầu tiên năm 1985.